# Cayo Sal (La Orchila)
Cayo Noroeste  es una isla deshabitada en el sureste del Mar Caribe, que pertenece a las Antillas Menores y se localiza al norte de la isla principal de La Orchila, siendo parte de las Dependencias Federales de Venezuela. Se encuentra en las coordenadas geográficas 11°51′N 66°07′O / 11.850, -66.117 entre el Cayo Storm (al norte) y Cayo de Agua (al sur) y al oeste del Cayo Noreste. Es llamada en algunas fuentes también como Cayo Sal.